# The Guardian Legend
The Guardian Legend (ガーディック外伝?, Gādikku Gaiden, Guardiac Gaiden) è un videogioco sviluppato nel 1988 da Compile per Nintendo Entertainment System. Sequel di Guardic, pubblicato nel 1986 per MSX, venne distribuito in Giappone dalla Irem, in America Settentrionale nel 1989 dalla Brøderbund e in Europa dalla Nintendo nel 1990. Nel gioco il giocatore controlla una protagonista solitario, la Guardiana, che è in missione per distruggere un mondo, denominato Naju e infestato dagli alieni, prima che raggiunga il pianeta Terra. Il giocatore deve attivare dieci dispositivi di sicurezza disseminati su Naju per attivare la sequenza di autodistruzione del pianeta. Il giocatore esplora Naju in modo non lineare e può acquisire diverse armi e bonus nel corso del gioco.
The Guardian Legend ricevette valutazioni diverse da riviste come Electronic Gaming Monthly e Nintendo Power. Mentre fu acclamato per la sua grafica, le musiche e il sistema di controlli fu criticato per il gameplay ripetitivo e il sistema di password ritenuto complicato. Il gioco non ebbe particolare successo all'uscita, ma è stato da allora considerato un classico esempio di gioco a genere multiplo e impose uno standard assorbito da giochi successivi come Sigma Star Saga, a sua volta incorporò elementi di gioco da altri titoli come The Legend of Zelda, Metroid, 1942, e Blaster Master.

## Trama
In The Guardian Legend, il giocatore controlla la guardiana della Terra, un "transformer aerobot altamente sofisticato". La missione del giocatore è quella di infiltrarsi in Naju, un enorme oggetto volante simile ad un pianeta le cui forme di vita aliene minacciano di invadere la Terra.
Mentre è all'interno il giocatore deve attivare dei dispositivi (corridoi) collegati al sistema di autodistruzione di Naju per distruggerlo prima che raggiunga la Terra, evitando così l'invasione aliena. Tuttavia cinque tribù ostili di forme di vita aliene rivaleggiano per il controllo dei territori in Naju, il giocatore deve combattere contro di esse per attivare gli interruttori e fuggire . Il prosieguo della storia è assicurato da una serie di messaggi lasciati da uno o più predecessori non identificati che tentarono di attivare senza successo il meccanismo di auto-distruzione prima dell'arrivo del Guardiano. Il primo messaggio, lasciato dall'ultimo sopravvissuto all'attacco di Naju, serve come introduzione; i messaggi successivi danno suggerimenti che aiutano il giocatore ad aprire i corridoi bloccati.